# Casino Partouche de Salies-de-Béarn
L'Hôtel du Parc fut construit en 1893 par l'architecte Pierre Saint-Guily, au profit de Gabriel Graner, au cœur de la station thermale de Salies-de-Béarn dans les Pyrénées Atlantiques. Ce bâtiment est répertorié comme monument historique depuis 1995.   
En 1978, il est racheté par la commune de Salies-de-Béarn qui en fait son casino en 1999. Le casino de Salies-de-Béarn est relié au groupe de loisirs de jeux français Partouche. La directrice de l'établissement du casino de Salies-de-Béarn est Marion Follin.

## Histoire

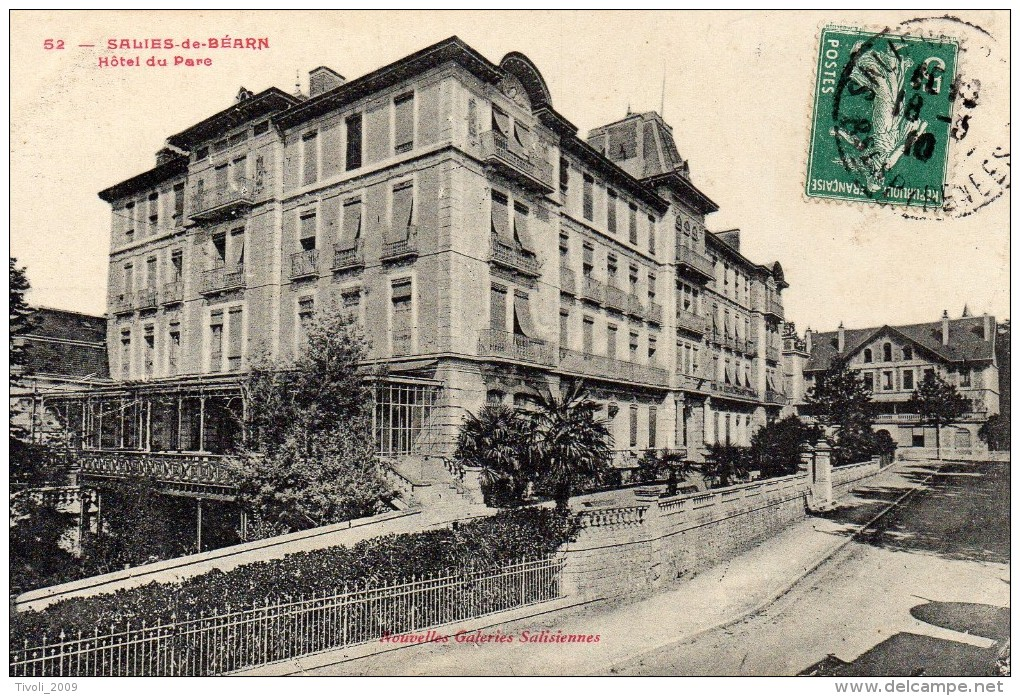
Hôtel du Parc de Salies-de-Béarn - 1952.

L'établissement hôtelier daté de 1893 a été édifié par l'architecte Pierre Saint-Guily pour le compte de Gabriel Graner. Il s'insère dans le contexte de l'essor du thermalisme (thermes construits en 1858). On y retrouve une inspiration Belle Époque avec des galeries à l'italienne en bois, des coursives et une verrière de type Eiffel culminant à 27 mètres de hauteur.             